# Beutelteufel
Der Beutelteufel (Sarcophilus harrisii), auch Tasmanischer Teufel genannt, ist eine Tierart aus der Familie der Raubbeutler (Dasyuridae) und deren größter lebender Vertreter. In der rekonstruierten Sprache Palawa Kani der tasmanischen Aborigines wird er als Purinina bezeichnet. Mit Ausnahme von wenigen dutzend Tieren als Teil eines Wiederansiedlungsprojekts auf dem australischen Festland, wo die Tierart wahrscheinlich schon im 14. Jahrhundert ausgestorben war, ist das Verbreitungsgebiet auf Tasmanien und einige vorgelagerte Inseln beschränkt. Zum erhofften Schutz des Viehbestands wurde er auf Tasmanien bis in die 1930er Jahre intensiv bejagt. Seitdem der Beutelteufel 1941 unter Schutz gestellt worden ist, hat sich der Bestand erholt. Allerdings ist die Art seit den späten 1990er Jahren durch die Krankheit Devil Facial Tumour Disease (DFTD) bedroht.

## Namen

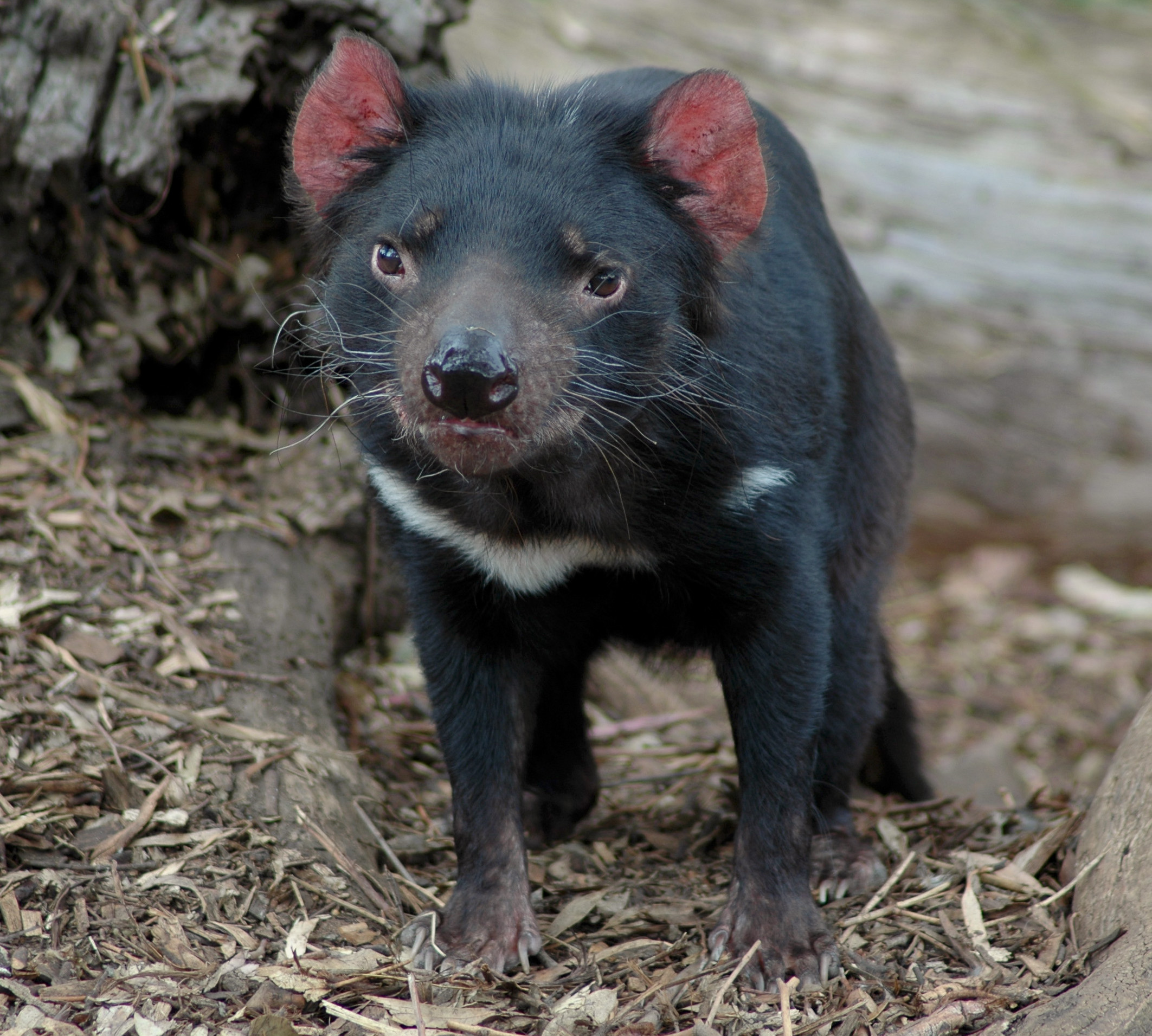
Die Ohren des Beutelteufels färben sich bei Aufregung rot.

Seinen Namen erhielt der Beutelteufel wegen seines schwarzen Felles, seiner Ohren, die sich bei Aufregung rot färben, seines besonders bei Erregung sehr unangenehmen Körpergeruches, seines lauten Kreischens, das über sehr weite Entfernungen noch zu hören ist, und seines aggressiven und neugierigen Verhaltens gegenüber einer geschlagenen Beute und überhaupt allem, was ihm begegnet.
Sein wissenschaftlicher Name hat sich in den letzten zweihundert Jahren mehrfach geändert. Der Naturwissenschaftler George Harris (1775–1810) beschrieb den Beutelteufel 1808 und gab ihm die wissenschaftliche Bezeichnung Didelphis ursina. Dieser Name war allerdings schon 1800 für ein anderes Tier, den Nacktnasenwombat (heute Vombatus ursinus) vergeben worden und darum ungültig. 1837 stellte Frédéric Cuvier die neue Gattung Sarcophilus auf, allerdings noch immer mit dem ungültigen Artepitheton ursinus. 1838 beschrieb Richard Owen fossiles Material, das dem Beutelteufel stark ähnelte, als Dasyurus laniarius. 1841 nannte Pierre Boitard die lebende Art Sarcophilus harrisii. Anschließend war lange umstritten, ob die ausgestorbene Art S. laniarius mit der lebenden S. harrisii identisch wäre oder nicht – wenn sie identisch wären, wäre S. laniarius der gültige Name des Beutelteufels. In jüngerer Zeit mehren sich die Stimmen, die die Fossilfunde als eigene Art betrachten und deshalb Sarcophilus harrisii als gültigen wissenschaftlichen Namen des Beutelteufels betrachten.
Neueste phylogenetische Untersuchungen zeigen, dass die Beutelteufel eng mit den Beutelmardern verwandt sind, wie diese werden sie in die Familie der Raubbeutler eingeordnet. Zum ausgestorbenen Beutelwolf besteht dagegen nur eine entfernte Verwandtschaft.

## Merkmale

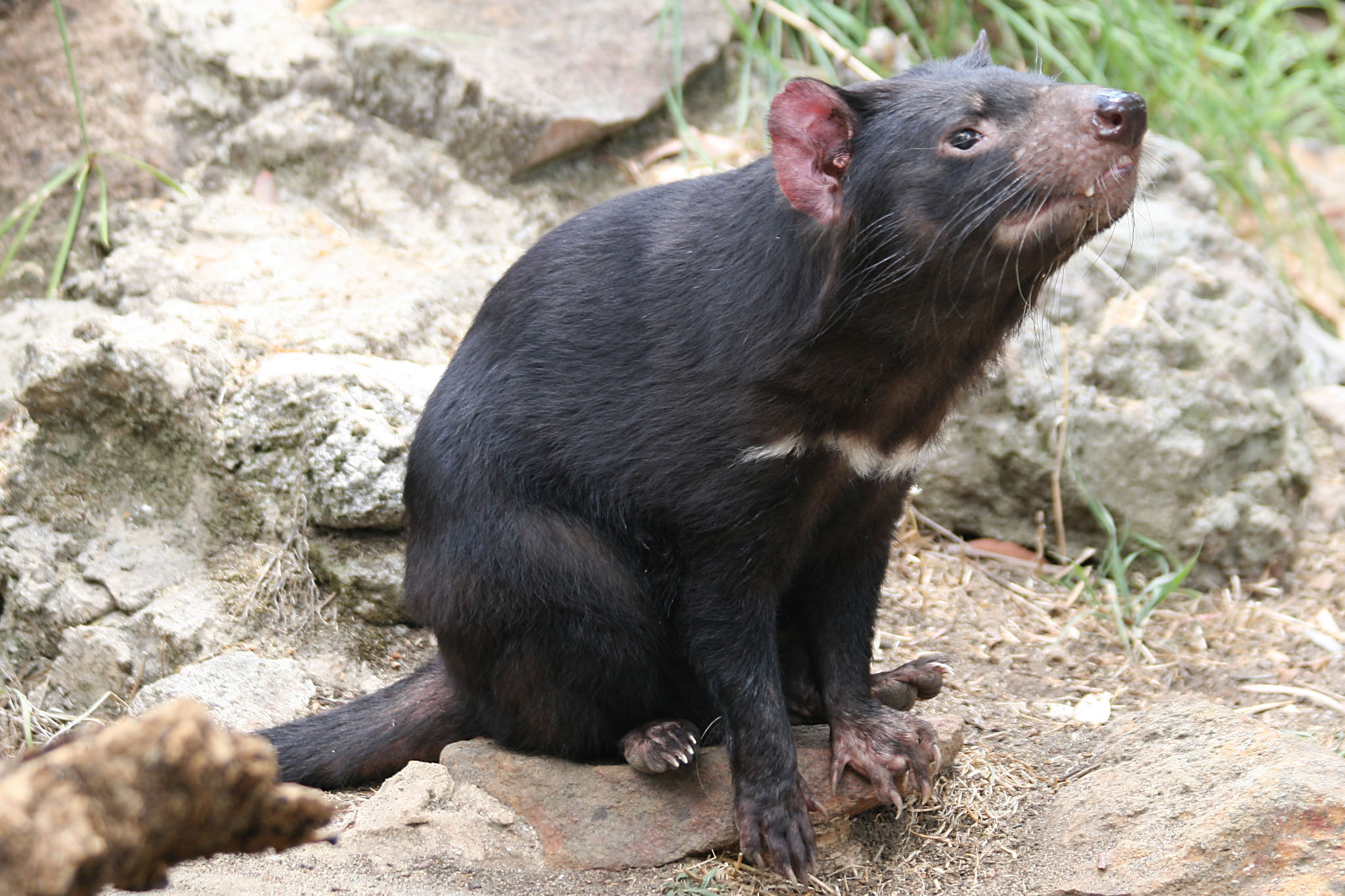
Beutelteufel

Der Beutelteufel ist der größte noch lebende Raubbeutler. Die Männchen haben eine durchschnittliche Kopfrumpflänge von 65 Zentimetern, der Schwanz hat im Mittel eine Länge von knapp 26 Zentimetern und sie wiegen etwa acht Kilogramm. Weibchen sind etwas kleiner und leichter: Ihre Kopfrumpflänge beträgt durchschnittlich 57 Zentimeter, der Schwanz bei ihnen ist 24 Zentimeter lang, und sie wiegen etwa sechs Kilogramm.
Der Körperbau des Beutelteufels ist gedrungen und kräftig. Die Vorderbeine sind etwas länger als die Hinterbeine. Der Kopf ist kurz und breit, die Zähne sehr kräftig und ideal dafür geeignet, Knochen zu zerbrechen. Das Fell ist schwarz oder dunkelbraun, abgesehen von einem weißen Kehlstreifen und gelegentlich auftretenden weißen Flecken auf dem Rumpf.
Beutelteufel lagern Körperfett in ihren Schwänzen ein. Ein kranker Beutelteufel ist daher meist an einem dünnen Schwanz zu erkennen. Wenn er erregt ist, strömt der Beutelteufel einen beißenden Geruch aus, der in seiner unangenehmen Intensität dem des Stinktieres nicht nachsteht. Gehör- und Geruchssinn sind sehr gut, er sieht jedoch relativ schlecht.
Eine Untersuchung der Bisskraft in Relation zur Körpergröße hat gezeigt, dass der Tasmanische Teufel den stärksten Biss unter den Säugetieren hat. Es ist vor allem der im Verhältnis zu seiner Körpergröße große Kopf, der seine Kiefer so kräftig macht.

## Verbreitung
Beutelteufel leben heute nur noch auf Tasmanien, weshalb sie gelegentlich auch als Tasmanischer Teufel oder Tasmanischer Beutelteufel bezeichnet werden.
Es wird angenommen, dass der Beutelteufel vor ca. 3000 Jahren auf dem australischen Festland ausgestorben ist. Funde, die auf einen späteren Zeitraum datiert wurden sind Gegenstand der wissenschaftlichen Debatte, wie beispielsweise Funde, die nahelegen, dass der Beutelteufel erst im 14. Jahrhundert oder noch später auf dem australischen Festland ausgestorben ist. Sein Aussterben wird auf den Konkurrenzdruck durch Dingos und die Bejagung durch Aborigines zurückgeführt. Überlebt haben Beutelteufel – wie einige andere Raubbeutler auch – auf der dingofreien Insel Tasmanien. Die Art hat dort auch die Verfolgungen durch Europäer überstanden, die bei anderen Raubbeutlern wie beispielsweise dem Beutelwolf zum Aussterben geführt hat. 
Im Pleistozän kam eine andere Beutelteufelart (Sarcophilus laniarius) in Australien vor, die etwa um 25 % größer war als der heutige Beutelteufel (Sarcophilus harrisii).

## Lebensraum und Lebensweise

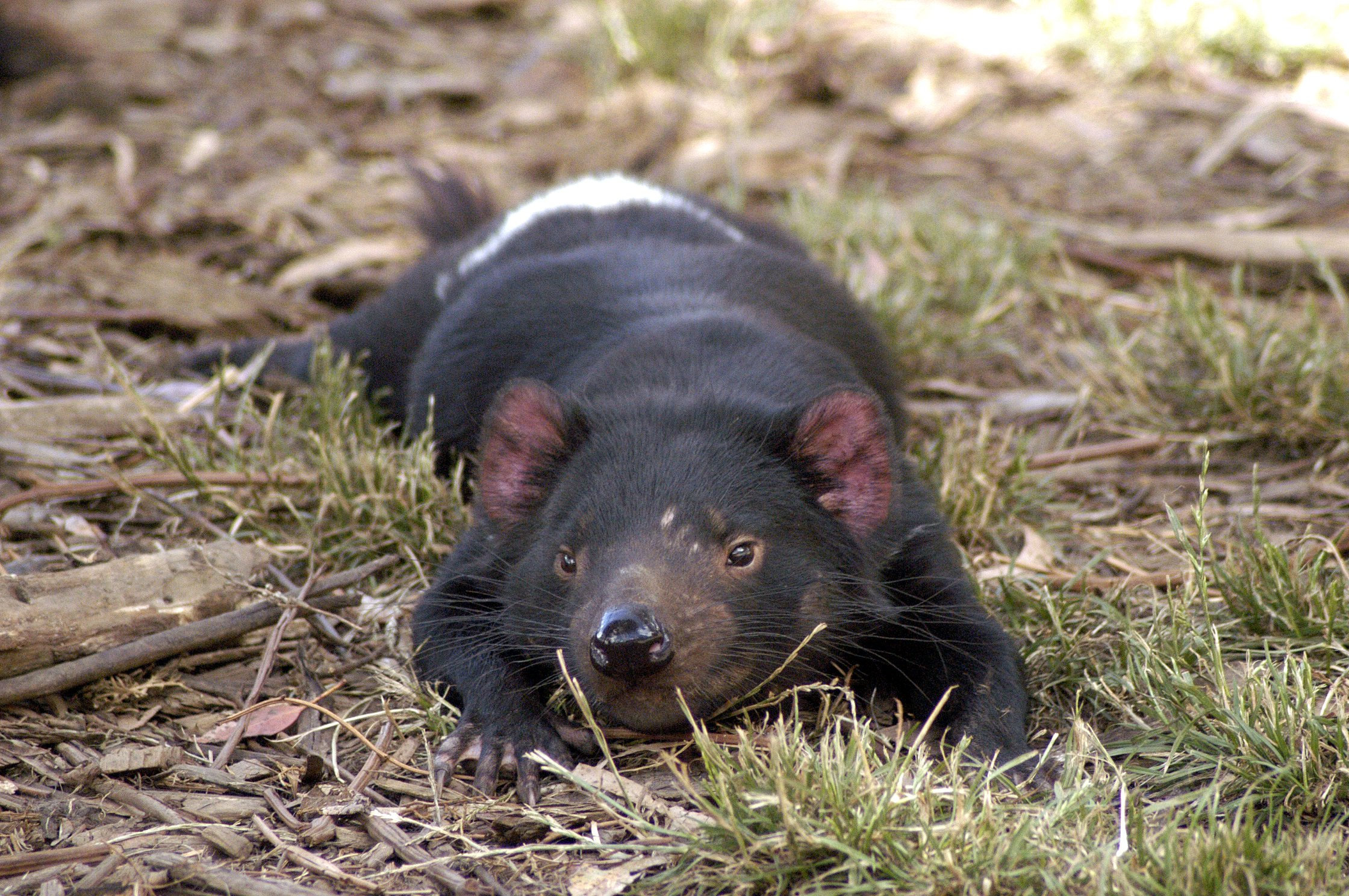
Ruhender Beutelteufel

Beutelteufel sind auf fast ganz Tasmanien zu finden und können als verhältnismäßig häufig angesehen werden. Sie nutzen nahezu alle Lebensräume der Insel und kommen auch in den Außenbezirken von Städten vor. Ihre bevorzugten Aufenthaltsräume sind jedoch trockene Wälder und die Waldgebiete entlang der Küste. Sie jagen bevorzugt während der Nacht und der Dämmerung und verbringen den Tag entweder in dichtem Gebüsch oder einem unterirdischen Bau. Beutelteufel können schwimmen. Junge Beutelteufel können auch auf Bäume klettern, mit zunehmendem Lebensalter fällt das den Tieren immer schwerer.
Abgesehen von der Paarungszeit sind sie Einzelgänger. Die von ihnen genutzten Aktionsräume haben Größen zwischen acht und zwanzig Quadratkilometern. Die Aktionsräume mehrerer Tiere können sich dabei erheblich überschneiden.

## Nahrung und Nahrungserwerb

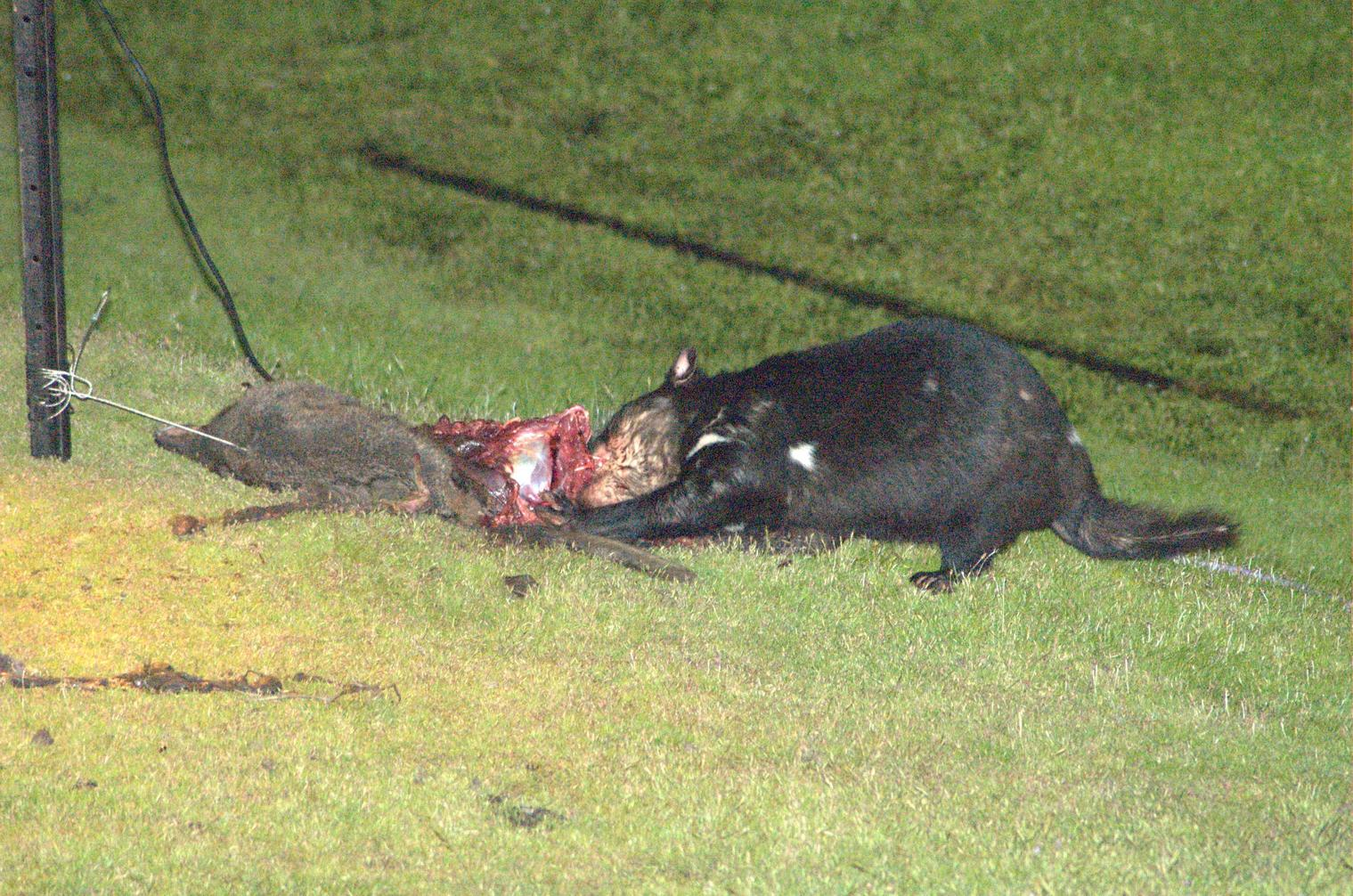
Ein Beutelteufel frisst ein überfahrenes Wallaby

Beutelteufel sind zwar in der Lage, Tiere bis zu der Größe eines kleinen Wallabys zu reißen, den größten Teil ihrer Beute machen jedoch verendende Tiere oder Aas aus. Ihr Nahrungsspektrum umfasst kleinere Säugetiere, bevorzugt Wombats, sowie Vögel, Insekten, Frösche und Reptilien, aber auch Haustiere wie beispielsweise Schafe.
Die Ernährung des Beutelteufels ist damit variabel und abhängig davon, welche Nahrungsquellen ihm zur Verfügung stehen. Im Schnitt nimmt er pro Mahlzeit etwa 15 % seines Körpergewichts an Nahrung zu sich. Wenn sich ihm die Möglichkeit bietet, ist er allerdings auch in der Lage, innerhalb von 30 Minuten Mengen zu fressen, die etwa 40 % seines Körpergewichts entsprechen.
Beutelteufel verschlingen ihre Beutetiere vollständig – das heißt, sie verzehren neben dem Fleisch und den inneren Organen auch die Knochen und das Fell eines Beutetiers. Einige tasmanische Farmer schätzen deshalb Beutelteufel wegen ihrer ökologischen Rolle. Die Geschwindigkeit, mit der sie Kadaver beseitigen, verhindert die Vermehrung von Insekten, die sich ansonsten nachteilig auf den übrigen Viehbestand auswirken könnten.
Obwohl der Beutelteufel ein Einzelgänger ist, können sich mehrere an einem großen Kadaver einfinden. Beutelteufel liefern sich dabei heftige Kämpfe untereinander und die kreischenden Laute, die sie bei diesen rauen Gemeinschaftsmahlzeiten äußern, sind über mehrere Kilometer wahrnehmbar. Untersuchungen über das Fressverhalten der Beutelteufel haben gezeigt, dass sich zwanzig verschiedene Körperhaltungen identifizieren lassen. Auch das charakteristische aggressiv-drohende Gähnen gehört zu den typischen Verhaltensmerkmalen. Elf unterschiedliche Lautäußerungen wurden erkannt. Die Rangfolge unter den Tieren wird gewöhnlich durch Lautäußerungen und Drohhaltungen festgelegt. Es kommt jedoch auch sehr häufig zu Kämpfen. Ausgewachsene männliche Tiere sind meist aggressiver und tragen fast immer Narben, die sie sich bei Kämpfen um Nahrung und Geschlechtspartnerinnen zuziehen.

## Fortpflanzung

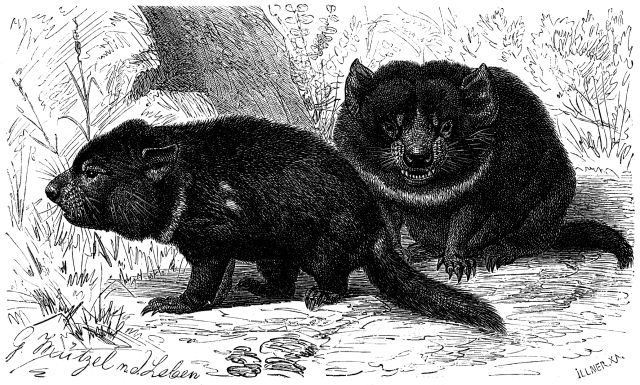
Beutelteufel in Brehms Tierleben, 1883

Weibliche Beutelteufel sind in ihrem zweiten Lebensjahr geschlechtsreif und beginnen ab diesem Zeitpunkt, sich zu vermehren.
Die Paarung findet meistens im März statt. Die Männchen kämpfen um die brünstigen Weibchen, die sich vom jeweils dominanten Männchen begatten lassen. Zur Paarung kommt es sowohl nachts als auch tagsüber. Beutelteufel sind nicht monogam und ein Weibchen lässt sich von mehreren Männchen begatten, wenn nicht sein letzter Geschlechtspartner dies aktiv verhindert.
Die Entwicklung der Embryonen dauert 31 Tage. Beutelteufelweibchen bringen zwischen zwanzig und dreißig völlig nackte und nur eingeschränkt bewegungsfähige Junge zur Welt. Jedes Jungtier wiegt nur zwischen 0,18 und 0,24 Gramm. Sofort nach der Geburt kriechen sie von der Vagina zu dem nach hinten geöffneten Beutel des Muttertiers. Befinden sie sich im Beutel, heften sie sich an eine der Milchdrüsen, wo sie für die nächsten 100 Tage verbleiben. Trotz der großen Anzahl an Jungen, die ein Beutelteufelweibchen normalerweise zur Welt bringt, hat es nur vier Milchdrüsen, so dass von einem Wurf maximal vier Jungtiere heranwachsen können. Im Schnitt schaffen es mehr Weibchen als Männchen, sich an eine der Milchdrüsen zu heften. Die Jungtiere eines Wurfes, denen es nicht gelingt, eine Milchdrüse zu finden, werden normalerweise von ihrer Mutter gefressen.
Ähnlich wie beim Wombat kann die Mutter nicht mit den Jungen interagieren, da der Beutel nach hinten geöffnet ist. Die Jungtiere im Beutel entwickeln sich sehr schnell. Vom 15. Tag an werden die Ohren sichtbar, Augenlider sind am 16. Tag erkennbar und die Tasthaare erscheinen am 17. Tag. Die Lippen sind am 20. Tag erkennbar. Ihr Fell entwickeln die Jungtiere mit 49 Tagen. Am 90. Lebenstag ist die Fellentwicklung abgeschlossen. Ihre Augen öffnen sich zwischen dem 87. und 93. Lebenstag und etwa am 100. Lebenstag lockern sie ihren Halt an der Milchdrüse. Durchschnittlich 105 Tage, nachdem sie den Weg von der Vagina zum Beutel geschafft haben, verlassen die dann 200 Gramm schweren Jungtiere diesen. Anders als bei Kängurus kehren junge Beutelteufel nicht wieder in den Beutel zurück. Während der nächsten drei Monate verbleiben sie im Bau der Mutter. Diesen verlassen sie erstmals zwischen Oktober und Dezember. Im Januar sind sie dann vollständig unabhängig. Bis auf die etwa sechs Wochen zwischen dem Zeitpunkt, wo ihr Nachwuchs unabhängig wird, und der erneuten Paarung im März sind Beutelteufelweibchen nahezu ausschließlich mit Fortpflanzungsaktivitäten beschäftigt.

## Bestand

### Bestandsentwicklung nach der Besiedlung Tasmaniens durch europäische Siedler
Europäer besiedelten Australien ab 1788 und ließen sich auch bald auf Tasmanien nieder. Ähnlich wie die Aborigines aßen sie auch Beutelteufel, deren Geschmack sie mit dem von Kalb verglichen. Da die europäischen Siedler davon überzeugt waren, dass Beutelteufel eine Bedrohung für ihren Viehbestand darstellten, wurde bereits ab 1830 ein Prämiensystem etabliert, das den Abschuss von Beutelteufeln belohnte. Über die nächsten einhundert Jahre wurde durch Fallenjagd und Vergiftungsaktionen die Anzahl der Beutelteufel so stark reduziert, dass sie kurz vor dem Aussterben standen. Zu ihrer Unterschutzstellung trug bei, dass der letzte Tasmanische Tiger 1936 starb. Seit 1941 stehen Beutelteufel unter Schutz, und ihr Bestand erholte sich.

### Aktueller Bestand
Neben der Bejagung haben mindestens zwei Krankheitsepidemien die Anzahl der Beutelteufel auf Tasmanien signifikant reduziert. Die erste fand 1909 und die zweite 1950 statt. Nach einem Höhepunkt mit etwa 53.000 wildlebenden Individuen im Jahr 1996 verringerte sich die Population infolge der raschen Verbreitung der Devil Facial Tumour Disease auf nur noch 16.900 Beutelteufel 2020. Tasmanien und Australien reglementieren den Export von Beutelteufeln sehr streng; außerhalb Australiens leben Beutelteufel in Zoos in Neuseeland, in einigen US-amerikanischen Zoos, wie z. B. seit 2013 im San Diego Zoo, und in Europa beispielsweise im Zoo Kopenhagen, seit Ende März 2017 im Zoo Duisburg oder seit Mitte 2020 in Prag. Seit November 2022 leben Beutelteufel auch im Zoo Singapur.

### Die Bedrohung durch DFTD

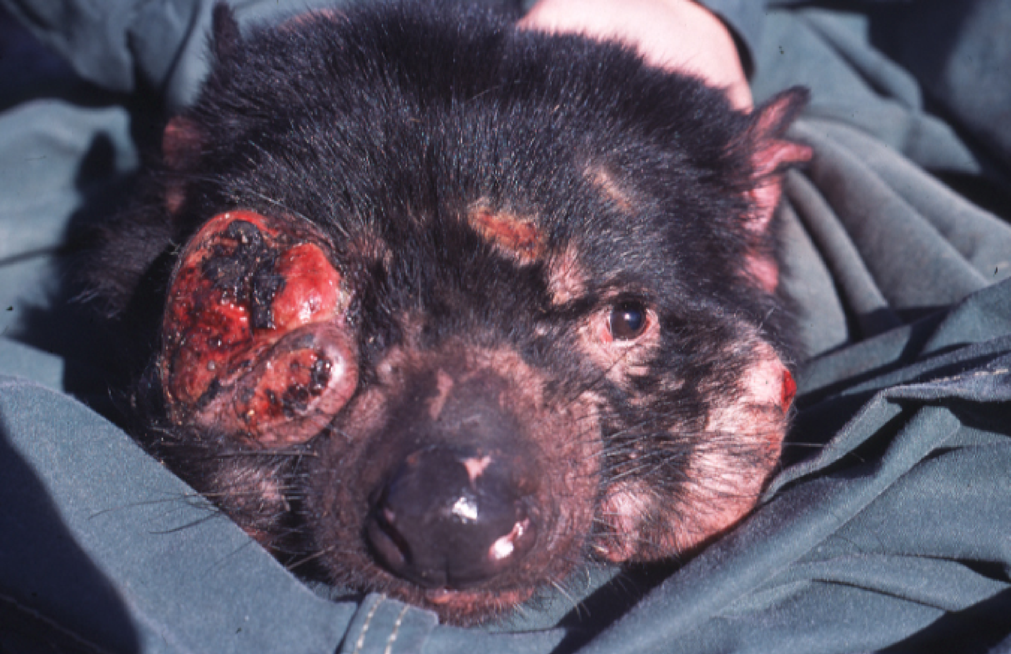
Teufel mit DFTD

#### Der Ausbruch von DFTD
Die Krankheit, die Beutelteufel befällt, wird im Englischen als Devil Facial Tumour Disease (DFTD) bezeichnet, was etwa mit Beutelteufeltypische Gesichtskrebserkrankung übersetzt werden kann. Der Erreger der Devil Facial Tumor Disease ist ein infektiöser Tumor. Im Folgenden wird dafür die im Englischen übliche Abkürzung DFTD verwendet.
DFTD wurde erstmals 1996 im Nordosten Tasmaniens entdeckt. Seither grassiert diese Erkrankung unter dem tasmanischen Beutelteufelbestand. Bis 2005 war die Hälfte des Ausbreitungsgebietes des Beutelteufels betroffen und die Bestandseinbrüche werden auf bis zu 85 % geschätzt. In Regionen, die dicht mit Beutelteufeln besiedelt waren, starben innerhalb eines Zeitraums von zwölf bis achtzehn Monaten sämtliche Beutelteufel. Zunächst konzentrierte sich der Ausbruch der Krankheit auf den Osten Tasmaniens. Anfang 2005 vermeldete man jedoch auch drei Fälle im Süden der Insel. Sollte sich DFTD weiter mit dieser Geschwindigkeit ausbreiten, könnte dies dazu führen, dass der Beutelteufel innerhalb der nächsten 20 bis 30 Jahre ausstirbt.
Ursächlich für die schnelle Ausbreitung der Erkrankung ist nach neueren Erkenntnissen die geringe genetische Vielfalt in der Gesamtpopulation der Beutelteufel und damit das Fehlen variabler Immunreaktionen.
Auch Maßnahmen, die eigentlich zur Eindämmung der Krankheit führen sollten, waren nach Forschungsergebnissen australischer Wissenschaftler kontraproduktiv und begünstigten eine Evolution der Erkrankung aufgrund des Vorhandenseins zweier unterschiedlicher Tumorstämme.
Impfstoffe gegen DFTD befinden sich in der Erprobung. Allerdings sind klinische Studien, Zulassung und Einsatz von Impfstoffen bei Wildtierpopulationen naturgemäß langwierig und schwieriger als bei domestizierten Tieren.

#### Krankheitsverlauf
Als erstes Krankheitsbild von DFTD lassen sich Schwellungen und Knoten rund um das Maul feststellen. Diese Knoten entwickeln sich zu Tumoren, die sich vom Kopf aus über den gesamten Körper ausbreiten. Die Tumoren stören die Tiere beim Fressen und betroffene Tiere verhungern schließlich, weil sie nicht mehr in der Lage sind, Nahrung aufzunehmen.
Untersuchungen an befallenem Gewebe haben gezeigt, dass der Krebs neuroendokrine (Hormone produzierende) Eigenschaften hat, und dass sich bei allen Krebszellen eine identische Chromosomenveränderung feststellen lässt.
Anfänglich war man davon überzeugt, dass ein Virus die Ursache für DFTD sei. In den Krebszellen konnten jedoch keine Viren nachgewiesen werden.  Da sich die Beutelteufel gelegentlich heftige Kämpfe um Nahrung liefern und sich dabei auch beißen, wird angenommen, dass die Krebszellen durch Bisse auf Artgenossen übertragen werden. Tatsächlich weisen sie Ähnlichkeit zu einer als Sticker-Sarkom bezeichneten Krebserkrankung der Geschlechtsteile bei Hunden auf, die bei diesen durch Körperkontakt übertragen wird.
Ein Hauptproblem der Erkrankung ist, dass sich die MHC-Proteine der Tumorzellen kaum von denjenigen gesunder Zellen unterscheiden, weshalb das Immunsystem der Tiere sie nicht als Tumorzellen erkennt und bekämpft. Wissenschaftler der Universität Sydney berichteten im Februar 2010 von der Entdeckung einer MHC-Gengruppe in einer Population gesunder Beutelteufel, in der deutliche Unterschiede gegenüber der sonst üblichen MHC-Gengruppe festgestellt wurden. Die Forscher hoffen, dass diese Genvariabilität eine Resistenz gegenüber DFTD hervorruft.
Im März 2013 haben Forscher der Universität Cambridge einen Ansatzpunkt für einen Impfstoff gefunden: „Wenn man Tumorzellen mit Interferon behandelt und sie dann in deaktivierter Form den Tasmanischen Teufeln spritzt, erkennt ihr Immunsystem sie als fremd – und merkt sich neben dem ‚Etikett‘ des MHC-Komplexes auch andere verräterische Eiweiße auf der Zelloberfläche. Gelangen dann durch einen Biss nicht manipulierte DFTD-Zellen in den Körper des Beutlers, hat die Abwehr eine Chance, diese trotz fehlendem MHC-Etikett an diesen Eiweißen zu erkennen und zu bekämpfen. Ist dies einmal passiert, produziert das Immunsystem von selbst Interferon-Gamma und zwingt damit auch die frisch eingedrungenen Tumorzellen dazu, sich zu verraten, wie die Forscher berichten. Noch sind weitere Tests und Forschungen nötig, doch die neuen Erkenntnisse könnten erstmals eine Möglichkeit eröffnen, die letzten großen Raubbeutler unseres Planeten vor dem endgültigen Aus zu schützen.“

#### Gegenmaßnahmen
Die Bestände der Beutelteufel werden derzeit genau beobachtet, um die Ausbreitung der Krankheit sowie Veränderungen im Krankheitsbild festzustellen. Zu den wissenschaftlichen Untersuchungen gehört das wiederholte Einfangen aller Beutelteufel in einem abgesteckten Gebiet. Auf diese Weise soll festgestellt werden, wie sich die Krankheit im Verlauf der Zeit ausbreitet. Sicher ist, dass die Krankheit alle Tiere in einem Gebiet sterben lassen kann. Noch sind die Beobachtungszeiträume zu kurz, um sagen zu können, ob diese Regionen durch andere Beutelteufel wieder besiedelt werden. Erprobt wird auch, ob das Einfangen und Entfernen erkrankter Tiere die Ausbreitung der Krankheit verlangsamen kann.
Große Hoffnung wurde in die sogenannte Keulung gesetzt, also das vorsorgliche Töten von infizierten oder sogar allen Tieren einer betroffenen Population. Neuere Untersuchungen zeigen jedoch, dass diese Methode keine geeignete Maßnahme ist, um die Weiterverbreitung der Seuche zu verhindern.
Im Norden von Tasmanien befinden sich zwei Wildlife Parks, Trowunna Wildlife Park und Devils at Cradle Wildlife Park, die sich der Aufzucht von gesunden Tieren widmen und bereits etliche Erfolge mit der Auswilderung an einigen Stellen vorweisen (Maria Island, Peninsula Devil Conservation Project und Wild Devil Recovery in Narawntapu). Dies geschieht im Rahmen des Programms zur Rettung des Tasmanischen Teufels, Save the Tasmanian Devil Program (STDP), das unter der Obhut der tasmanischen und australischen Regierungen steht. Allerdings wurde durch die Beuteltiere auf Maria Island, wo man 2012/13 eine geographisch geschützte Reservepopulation aufbaute, eine Population von rund 6000 Zwergpinguinen vollständig ausgerottet. Auch die Sturmtaucherpopulation auf Maria Island wurde durch sie vollständig ausgelöscht. Die Population war bereits zuvor von Katzen und Fuchskusus dezimiert worden. Man hatte die Hoffnung, dass der Druck auf die Sturmtaucher durch die Beutelteufel reduziert werden könne, da diese Katzen und Fuchskusus erfolgreich jagen. Die Beutelteufel erwiesen sich aber als noch gefährlicher für die Sturmtaucher.
Auf der Tasman-Halbinsel befindet sich der Tasmanian Devil Conservation Park, in dem eine isolierte Population lebt, und da die Halbinsel nur mit einer Landbrücke mit dem Festland verbunden ist, bestehen gute Chancen, dass diese Tiere nicht infiziert werden.
Auch durch die Zuchtprogramme von Zoos, die sich auf dem australischen Festland befinden, ließe sich gegebenenfalls ein Aussterben dieser Tierart verhindern, wenn die wildlebende Population aufgrund von DFTD zusammenbricht. In Zusammenarbeit mit Aussie Ark / Wildark und anderen Naturschutzgruppen erfolgte Anfang Oktober 2020 erstmals die Auswilderung von 26 Beutelteufeln am Festland Australiens, in einem Schutzgebiet in Barrington Tops, nördlich von Sydney. Der Beutelteufel ist ein natürlicher Gegenspieler von Füchsen und Wildkatzen, die bis heute etwa 40 Tierarten in Australien zum Aussterben gebracht haben.
Ein Impfstoff auf Basis von Adenoviren soll den Tasmanischen Teufel gegen die ansteckende Krebskrankheit DFTD1 immun machen.

### Rotfuchs und Beutelteufel
Die Abnahme der Anzahl der Beutelteufel wird auf Tasmanien auch aus einem anderen Grund mit Besorgnis verfolgt. Anders als Australien war Tasmanien bis zur Jahrtausendwende frei von Rotfüchsen. Rotfüchse haben sich in Australien als aggressive invasive Neozoen erwiesen, deren Anwesenheit sich auf die einheimische Tierwelt dramatisch auswirken kann.
2001 wurde der Rotfuchs illegal auf Tasmanien ausgesetzt. Dass er anders als in Australien nicht sofort in der Lage war, sich in diesem neuen Lebensraum zu etablieren, wurde unter anderem auf die Anwesenheit der aggressiven Beutelteufel zurückgeführt. Es wird allerdings nicht ausgeschlossen, dass es Beutelteufeln schwerfällt, sich in einem Revier wieder zu etablieren, wenn Füchse sich ein von Beutelteufeln freies Territorium erobert haben.

## Beutelteufel und Mensch

Tuz

Der Beutelteufel ist das Symboltier des tasmanischen National Parks and Wildlife Services und das tasmanische Football-Team nennt sich in Anlehnung an dieses Tier The Devils. Der Beutelteufel ist außerdem eines von sechs in Australien und Tasmanien beheimateten Tieren, die auf den Zweihundert-Dollar-Münzen abgebildet waren, die zwischen 1989 und 1994 herausgegeben wurden.
Beutelteufel sind wegen ihrer Lebensweise mehrfach Thema von Dokumentarfilmen und Sachbüchern für Kinder gewesen. Ein australischer Dokumentarfilm mit dem Titel Terror of Tasmania wurde von David Parer und Elizabeth Parer-Cook im Jahre 2005 herausgebracht. Die Dokumentation folgt einem Beutelteufelweibchen namens Manganinnie durch die Paarungszeit, die Geburt und die Aufzucht der Jungen und beschäftigt sich auch mit der Auswirkung von DFTD und den Schutzmaßnahmen, die den Fortbestand der Art sicherstellen sollen. Die Dokumentation war sowohl in Nordamerika als auch in Australien auf dem National Geographic Channel zu sehen. Auch die beiden deutschen Tierfilmer Hans Schweiger und Ernst Arendt (Tiere vor der Kamera) haben einen Film über den Tasmanischen Teufel gedreht.
Die Beschränkungen bezüglich des Exports von Beutelteufeln bewirken, dass Beutelteufel derzeit, abgesehen von wenigen Ausnahmen, nur noch in Australien und Tasmanien in Gefangenschaft zu sehen sind. Die tasmanische Regierung hat dem Zoo Kopenhagen vier Tiere übergeben, als Geschenk zur Geburt des dänischen Prinzen Christian, da Christians Mutter, Prinzessin Mary, aus Tasmanien stammt. Nachzuchten dieser Tiere sind in den Zoos von Mechelen, Brugelette und Duisburg zu sehen. Der zuvor letzte außerhalb Australiens lebende Beutelteufel starb 2004 im Zoo von Fort Wayne im US-Bundesstaat Indiana, ebenfalls an DFTD.
Der wahrscheinlich berühmteste Beutelteufel ist die Figur des Tasmanischen Teufels Taz in der Zeichentrickserie Looney Tunes. Die einzige Ähnlichkeit zwischen der Zeichentrickfigur und dem tatsächlichen Beutelteufel ist allerdings der Appetit der beiden.
Beutelteufel greifen Menschen normalerweise nicht an, verteidigen sich aber mit kräftigen Bissen, wenn sie selbst angegriffen oder gefangen werden, und können für kleine Kinder eine Gefahr darstellen.
Das Maskottchen Tux des Linux-Projektes wurde 2009 in der Kernel-Version 2.6.29 für 3 Monate durch Tuz, einen Tasmanischen Teufel mit aufgesetztem gelbem Pappschnabel, ersetzt. Linus Torvalds wollte damit auf die Situation des Beutelteufels aufmerksam machen.

## Filmdokumentation
- Tiere vor der Kamera: Die Nächte der Tasmanischen Teufel. Deutsche Fernsehdokumentation von Ernst Arendt und Hans Schweiger. Bayerischer Rundfunk 1988, ca. 43 Minuten
- Tasmanien, Sympathie für den Teufel. 360° Geo Reportage. arte, Deutschland, Frankreich 2014